# 苏耀先
苏耀先（1929年6月—2018年1月11日），汉族，陕西咸阳人；中国共产党党员。中国第五届全国人大代表。

## 简历
1949年参加工作。历任中共户县县委书记，中共咸阳地委办公室主任；1980年，出任中共咸阳地委常委；1983年9月，任咸阳市委副书记；1985年5月，调任陕西省第二轻工业厅厅长、兼党组书记；后又兼任陕西省手工业合作社联合社主任。
1994年离休后，还曾担任陕西省政府决策咨询委员会委员，咸阳市关心下一代工作委员会顾问等职。现任，陕西省黄河文化经济发展研究会副会长、咸阳市黄河文化经济发展研究会会长。
2018年1月11日，病逝。

## 事迹
1975年至1980年，苏耀先在任中共户县县委书记期间，带领和组织全县干部、群众实施了山、水、田、林、路综合治理等工程（即“园田化建设”）；使当时户县的农业和农村经济发展条件得到了根本改善。在他的倡导和努力下，户县开始了这包括新修并拓宽乡镇道路、绿化街道、打建饮水设施、维护文化古迹等工程。苏耀先既是这场“战斗”的指挥者，也是一个“参与者”；他与民工同吃同住在一起。通过一系列的措施，在短短几年内使得户县在当时的中国名声大振，成为“农业学大寨”的典型；也为其今后的发展铺平了道路。由于户县的公路修得好，至今户县人依旧习惯以数字来称呼某条村路，就像是纽约人在称呼“第九大街”一样。
尽管苏耀先已经离任多年，但在户县仍有影响。1997年，正值“园田化建设”二十周年，户县百余名干部群众为苏耀先在城南石井镇的牡丹园中，立了一块功德碑。有人还为他著书，题目是《户县焦裕禄——苏耀先》。2010年8月，中共户县县委、县政府向全县领导干部发出“学习苏耀先精神”的号召。

## 反对声音
随着苏耀先的工作事迹在当地被报道出来后，就有一些持保留意见的声音。有人指，当年的“园田化建设”，人为地改变了河道自然流向，一味地截弯取直，造成旱季水资源流失过快，涝季河床容易破坏等。